# Alfred Adler
Alfred Adler (Bécs, 1870. február 7. – Aberdeen, 1937. május 28.) zsidó származású osztrák pszichiáter. Adler Bécsben kezdte meg orvosi tevékenységét. Kezdetben a pszichoanalízis freudi vonalát követte, de rövid időn belül attól lényegesen különböző saját irányvonalat teremtett. 1911-ben megalkotta elméletét, amely individuálpszichológia néven vált ismertté.
Az I. világháború alatt az osztrák-magyar hadseregben szolgált orvosként. 1935-ben az Amerikai Egyesült Államokba települt át. Élete során számos könyvet és cikket publikált.

## Életútja
Alfred Adler (1870-1937) osztrák orvos, pszichiáter, pszichológus, az individuálpszichológia mélylélektani irányzatának megalapítója, mely a gyermekként tapasztalt tehetetlenségből (testi, szervi kisebbrendűségből) és a szociális viselkedés visszautasításából indulhatott ki és eredhetett.
Egy hatgyermekes család másodszülött gyermeke. Apja sikeres gabonakereskedő, akinek Alfred a kedvence. Gyermekként angolkórban szenvedett, ebből következően nem tudott bátyjaival versenyre kelni, vélhetően ez alapozta meg későbbi elmélkedését is a kisebb-, illetve alsóbbrendűségről és ennek koncepciójáról. Ötéves korában tüdőgyulladásban majdnem meghalt, ennek hatására fordult később az orvosi pálya felé. Először a szemészeten dolgozott, majd általános gyakorló orvos, végül áttért a pszichiátriára, otthagyván praxisát, mivel nem tudta magát lelkileg túltenni a fiatal páciensek korai halálán.
Orosz nőt vett feleségül, három lánya és egy fia született. Gyermekei közül kettő később adleriánus pszichiáter lett. Sigmund Freud követőjeként 1910-ben a Bécsi Pszichoanalitikus Társaság vezetője, elnöke. Később útjaik kettéváltak, Adler megalapította az Induviduálpszichológiai Társaságot.
A neurózis megelőzése érdekelte, a bécsi állami iskolákban gyermeknevelési tanácsadó központokat hozott létre. Hitler hatalomra jutása előtt került a csúcsra, de áttelepült Amerikába. Kényszeres előadóvá vált, aki mindenféle típusú és létszámú hallgatóközönség előtt terjesztette tanait. 1932-ben a klinikai pszichológia professzora lett Long Island-en az Orvosi Főiskolán. 1937-ben egy előadói útja során szívroham következtében halt meg.

## Az adleri pszichológia
Míg Freud az emberi viselkedést elfojtott szexuális tartalmakkal hozza kapcsolatba, addig Adler az egó felsőbbrendűségi törekvéseit és környezetének interakcióját tekinti viselkedésünk mozgatórugójának. Azt vallotta, hogy az embert elsősorban társadalmi késztetések motiválják. Nem csupán azt állítja, hogy az embert a társadalmi hatások szocializálják, hanem azt, hogy maga a szociális érdeklődés veleszületett tulajdonság.
Az individuálpszichológia vezette be a kisebbségi komplexus fogalmát. Eszerint az ember születésétől fogva az egója felsőbbrendűségi érzésétől vezéreltetve arra törekszik, hogy uralkodjon környezetén és hatalmát afelett erősítse. Természetesen a környezet és a társadalom ezt a dominanciatörekvést szabályozza, illetve elnyomja a szocializációs mechanizmusok által. Ennek a mechanizmusnak a hibái, az alacsony társadalmi státusz vagy az eltérő fizikai tulajdonságok miatti lenézés, illetve a nagyfokú mellőzés a gyermekkorban azonban megbetegítheti a lelket, és az individuumban frusztrációt, kisebbségi érzést kelthet. Az egó ekkor kisebbségi komplexust fejleszt ki magában, mely hamis énképet vetít a tudatba, és így további kudarcokat, sőt pszichoszomatikus betegségeket okozhat. Kompenzációként végletesen egocentrikus viselkedésre is késztetheti a kisebbségi komplexussal élő embert, aki ugyanúgy figyelmen kívül hagyja környezetét, ahogy saját magát is mellőzve látta a környezete által.
A kisebbségi komplexus egy fajtája az alacsony emberekben esetenként kifejlődő Napóleon-komplexus, vagy a magas emberek „fordított” Napóleon-komplexusa. Az utóbbi esetben végletesen jelentéktelennek gondolja magát a beteg, míg az előbbiben megváltói jelentőségűnek.
Adler munkásságának másik jelentős terméke a kreatív én fogalmának megteremtése. Ez egy szubjektív rendszer, amely értelmezi és jelentéssel látja el a szervezet élményanyagát.
Adler tanainak harmadik vonala, a személyiség egyediségének és a saját életstílusnak a hangsúlyozása. Adler elméletében nem tulajdonít nagy jelentőséget a szexuális ösztönöknek, mivel szerinte az ember elsősorban társadalmi lény. A tudatot helyezte a személyiség középpontjába, szerinte az ember általában tisztában van viselkedése okaival.
Karakterét megemlítik a Csengetett Mylord című angol vígjátéksorozatban is: Lady Lavender egy alkalommal úgy nyilatkozik, miszerint „meg kell értenie hogy én Alfred Adler tanításait követem. Szerinte Freud szexmániákus volt és én hajlok rá hogy egyetértsek vele!” 

## Magyarul megjelent művei
- Emberismeret. Gyakorlati individuálpszichológia; ford. Kulcsár István; Győző Andor, Bp., 1933
- Emberismeret. Gyakorlati individuálpszichológia; ford. Kulcsár István; Göncöl, Bp., 1990
- Életünk jelentése; ford. S. Nyírő József; Kossuth, Bp., 1994
- Életünk értelme; ford. S. Nyirő József; Kossuth, Bp., 1996
- Életismeret; ford. S. Nyirő József; Kossuth, Bp., 1998
- Ezt jelentse az élet [előrendelhető]; ford. Dr. Berghammer Rita; GABO KIADÓ, 2024